# Emma George
Emma George (ur. 1 listopada 1974 w Beechworth) – australijska lekkoatletka, skoczkini o tyczce, wielokrotna rekordzistka świata.

## Kariera sportowa
George była czołową zawodniczką kobiecego skoku o tyczce w początkowej fazie rozwoju tej dyscypliny. Dwunastokrotnie ustanawiała rekord świata - od 4,25 m w 1995 do 4,60 m w 1999. Rekord ten odebrała jej w 2000 Amerykanka Stacy Dragila.
Największym osiągnięciem George był srebrny medal halowych mistrzostw świata w 1997 oraz złote medale Uniwersjady (Sycylia 1997) i Igrzysk Wspólnoty Narodów w 1998. Podczas debiutu olimpijskiego skoku o tyczce w 2000 nie udało się jej jednak wejść do finału. Z powodu kontuzji musiała zrezygnować ze startów w sezonie 2001. Później już nigdy nie powróciła do wysokiego skakania.